# Olivia Dussek
Olivia Dussek, de nom de casada Olivia Buckley (Londres, 1799-1845), va ser una pianista de molta reputació a Anglaterra, i compongué una balada i un duet per a piano i arpa.
Fou filla de Johann Ladislaus Dussek i Miss Corri Dussek.